# University of Fredericton
Die University of Fredericton (Abkürzung UFred) ist eine Privatuniversität in Fredericton, New Brunswick, Kanada.
Die 2005 gegründete University of Fredericton ist eine vollständig online arbeitende Institution. Die ersten zertifizierten Abschlüsse der Universität wurden 2007 angeboten. Sie bietet MBA-, EMBA- und Master-Studien über ihre Sandermoen School of Business sowie Diplom- und Zertifikatsprogramme über ihre School of Occupational Health and Safety und Psychological Health and Safety in the Workplace Programme an. Die Universität bietet ihre Studiengänge als Fernstudiengänge mit Live-Online-Klassenzimmern an. Die Wirtschaftsstudiengänge der University of Fredericton sind von der Provinz New Brunswick in Kanada validiert. Die University of Fredericton erhielt 2007 die Akkreditierung für ihre Studiengänge.
Im Juni 2023 hat die IU Gruppe, die Holding der IU Internationale Hochschule, die University of Fredericton (UFred) übernommen.